# Onthophagus komareki
Onthophagus komareki är en skalbaggsart som beskrevs av Vladimir Balthasar 1935. Onthophagus komareki ingår i släktet Onthophagus och familjen bladhorningar. Inga underarter finns listade i Catalogue of Life.